# Saltovending
En saltovending, kolbøttevending eller crawlvending benyttes i svømning, ved distancer der foregår over mere end éen banelængde, til at vende rundt ved kanten for enden af banen. Vendingen foregår ved at den pågældende svømmer svømmer imod kanten og ca. ½ meter før kanten laver en halv kolbøtte, hvor knæende presset op imod brystkassen, så kroppen krummes mest muligt. Efter kolbøtten ender man på ryggen, med fødderne mod væggen. Herefter sættes af fra kanten med et kraftigt stød med benene og kroppen roterer 180 grader om længdeaksen, således at svømmeren kommer om at ligge på maven igen efter afsættet fra kanten.
Se en videolektion i udførelse af crawlvending (god nybegynder-guide).

En rygcrawlvending indeholder også en saltovending ligesom i crawl. I rygcrawl, hvor svømmeren ligger på ryggen, foretages først en 180 graders rotation om længdeaksen, således at svømmeren kommer om på maven, dernæst udføres en kolbøttevending med undtagelse af den sidste rotation. På denne måde ender svømmeren på ryggen efter vendingen og kan svømme videre på rygge uden at rotere om.